# Seznam zápasů velšské fotbalové reprezentace na Mistrovství Evropy
Velšská fotbalová reprezentace byla celkem 1x na mistrovstvích Evropy ve fotbale a to v letech 2016.
- Aktualizace po ME 2021 – Počet utkání – 10 – Vítězství – 5x – Remízy – 1x – Prohry – 4x

| Číslo | Soupeř        | Výsledek | ME      | Fáze turnaje       | Góly Walesu                                   |
| ----- | ------------- | -------- | ------- | ------------------ | --------------------------------------------- |
| 1.    | Slovensko     | 2 – 1    | ME 2016 | základní skupina B | Gareth Bale, Hal Robson-Kanu                  |
| 2.    | Anglie        | 1 – 2    | ME 2016 | základní skupina B | Gareth Bale                                   |
| 3.    | Rusko         | 3 – 0    | ME 2016 | základní skupina B | Aaron Ramsey, Neil Taylor, Gareth Bale        |
| 4.    | Severní Irsko | 1 – 0    | ME 2016 | osmifinále         | Gareth McAuley vlastní branka Severního Irska |
| 5.    | Belgie        | 3 – 1    | ME 2016 | čtvrtfinále        | Ashley Williams, Hal Robson-Kanu, Sam Vokes   |
| 6.    | Portugalsko   | 0 – 2    | ME 2016 | semifinále         | Ne                                            |
| 7.    | Švýcarsko     | 1 – 1    | ME 2021 | základní skupina A | Kieffer Moore                                 |
| 8.    | Turecko       | 2 – 0    | ME 2021 | základní skupina A | Aaron Ramsey, Connor Roberts                  |
| 9.    | Itálie        | 0 – 1    | ME 2021 | základní skupina A | Ne                                            |
| 10.   | Dánsko        | 0 – 4    | ME 2021 | osmifinále         | Ne                                            |